# Lærke Nolsøe
Lærke Nolsøe Pedersen (* 19. Februar 1996 in Aalborg, Dänemark) ist eine dänische Handballspielerin, die für den dänischen Erstligisten Ikast Håndbold aufläuft.

## Karriere
Lærke Nolsøe spielte anfangs beim dänischen Verein Team Tvis Holstebro. Mit Holstebro gewann die Außenspielerin 2015 den EHF-Pokal sowie 2016 den Europapokal der Pokalsieger. Ab dem Sommer 2016 stand sie beim dänischen Erstligisten Nykøbing Falster Håndboldklub unter Vertrag. Mit Nykøbing Falster gewann sie 2017 die dänische Meisterschaft und 2018 den dänischen Pokal. Im Sommer 2021 wechselte Nolsøe zum Ligakonkurrenten Viborg HK. Ab dem August 2022 pausierte sie schwangerschaftsbedingt. Acht Wochen nach der Geburt ihres Sohnes bestritt sie im April 2023 wieder ein Pflichtspiel für Viborg HK. Nolsøe kehrte im Sommer 2023 zum Nykøbing Falster Håndboldklub zurück. Nach der Saison 2023/24 wechselte sie zum Erstligisten Ikast Håndbold.

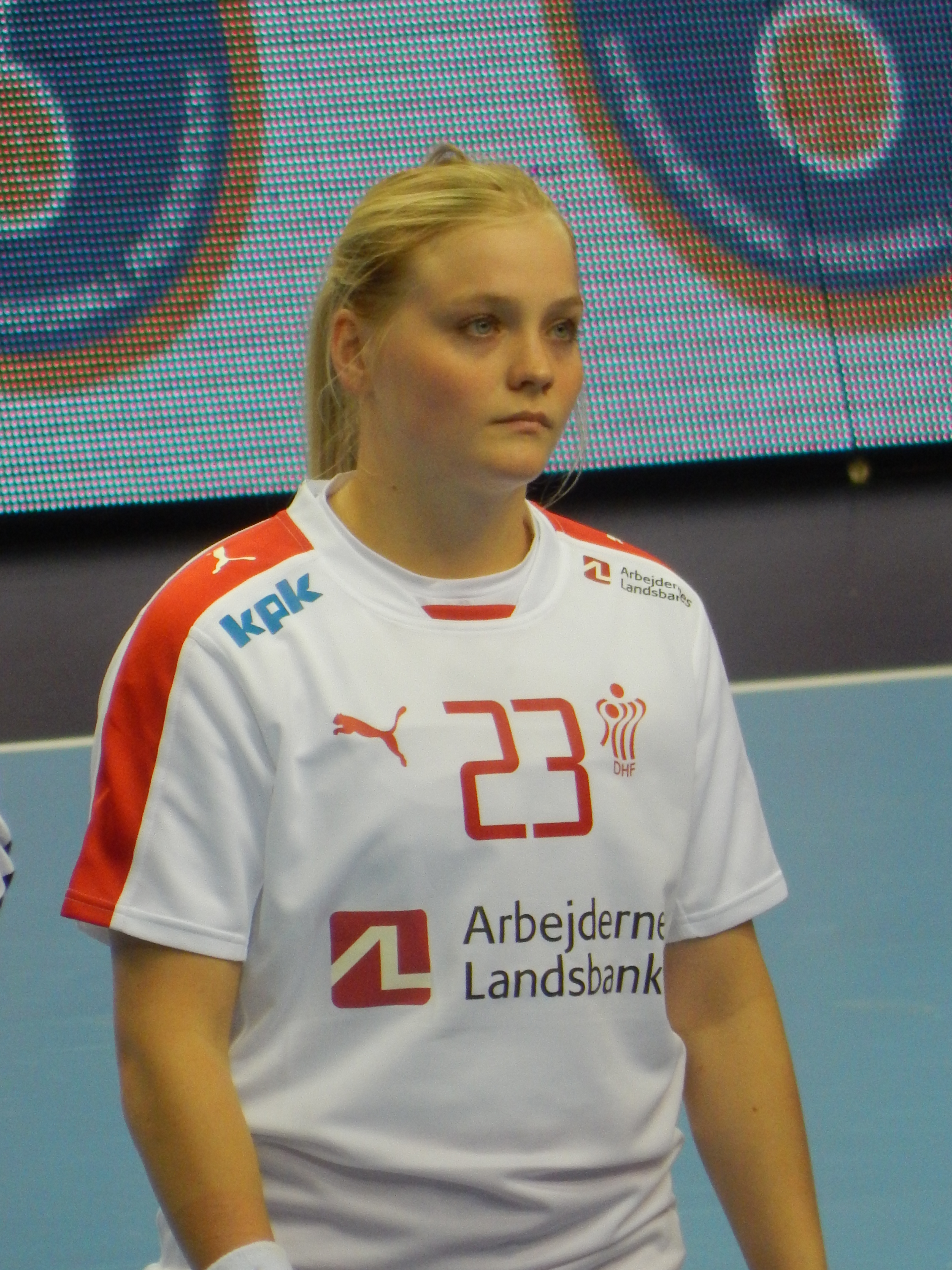

Lærke Nolsøe lief für die dänische Jugend-Auswahlmannschaften auf. Nolsøe gewann bei der U-17-Europameisterschaft 2013 und der U-18-Weltmeisterschaft 2014 jeweils die Bronzemedaille sowie bei der U-19-Europameisterschaft 2015 und U-20-Weltmeisterschaft 2016 jeweils die Goldmedaille. Bei der U-20-Weltmeisterschaft wurde sie zusätzlich in das All-Star-Team gewählt. Seit 2015 gehört Nolsøe dem Kader der dänischen Nationalmannschaft an, für die sie 135 Treffer in 62 Länderspielen erzielte. Bei der Weltmeisterschaft 2021 gewann sie die Bronzemedaille.